# Ribeiras do Oeste
Ribeiras do Oeste es una demarcación hidrográfica que engloba todas las pequeñas cuencas del oeste de Portugal. Es una franja angosta, de unos 120 km de largo y su ancho máximo alcanza los 35 km en la línea Peniche-Cadaval, y un área total de 2412 km² (o 2798 km² si se considera el plano de agua de los cuerpos de agua costeros).
Las principales cuencas de la demarcación son, de norte a sur, las de los ríos Alcoa, Tornada, Arnoia, Real, São Domingos, Grande, Alcabrichel, Sizandro, Sobral, Cuco, Lizandro, Colares y Vinhas.
La cuenca de Ribeiras do Oeste limita con la cuenca del Tajo al este y con la cuenca del Lis al norte y noreste.
Las cuencas de Ribeiras de Oeste forman parte de la Región Hidrográfica 4, que comprende las cuencas Vouga, Mondego, Lis y Ribeiras do Oeste.
El Plan de la Cuenca de Ribeiras do Oeste estuvo en consulta pública entre el 24 de noviembre de 2011 y el 24 de mayo de 2012, después de lo cual los documentos del plan pasaron a la fase de revisión, elaboración de versiones finales y conclusión del proceso, para su aprobación. La competencia para elaborar este plan recayó en la respectiva administración de la región hidrográfica[4], en este caso la ARH do Tejo.